# Залесье (Шосткинский район)
Залесье (укр. Залісся) — село,
Вовнянский сельский совет,
Шосткинский район,
Сумская область,
Украина.
Население по данным 1988 года составляло 30 человек.
Присоединено к селу Вовна в 1993 году .

## Географическое положение
Село Залесье находится на расстоянии в 1,5 км от сёл Вовна и Гудовщина.

## История
- 1993 — присоединено к селу Вовна [1].